# James Kirkwood Jr.
James Kirkwood junior (* 22. August 1924 in Los Angeles; † 21. April 1989 in Manhattan, New York City) war ein US-amerikanischer Theaterautor und Dramatiker.

## Leben
Seine Eltern waren James Kirkwood und Lila Lee. Ihr einziges gemeinsames Kind war James Kirkwood, Jr. Als Theaterautor war er unter anderem gemeinsam mit Nicholas Dante an dem Theaterstück A Chorus Line beteiligt. 1989 verstarb Kirkwood junior an den Folgen von AIDS in New York City. In Erinnerung an ihn stifteten Freunde von ihm den James-Kirkwood-Literatur-Preis.

## Auszeichnungen und Preise (Auswahl)
- 1976: Pulitzer-Preis/Theater für A Chorus Line
- 1976: Drama Desk Award für A Chorus Line
- 1976: Tony Award/Bestes Musicallibretto für A Chorus Line

## Werke (Auswahl)

### Fiktion
- There Must Be a Pony!
- Good Times/Bad Times
- Hit Me with a Rainbow
- Some Kind of Hero (adaptiert von Kirkwood in den Film desselben Namens)
- P.S. Your Cat Is Dead
- I Teach Flying (unvollendet)
- Plays
- U.T.B.U. (Unhealthy To Be Unpleasant)
- Legends!
- A Chorus Line (Buch – gemeinsam mit Nicholas Dante)
- Stage Stuck (gemeinsam mit Jim Piazza)

### Dokumentation
- American Grotesque
- Diary of a Mad Playwright: Perilous Adventures on the Road with Mary Martin and Carol Channing, about production of the play Legends! (Dutton, 1989)

## Filmografie (Auswahl)
- 1980: Oh, God! Book II, Rolle: Zweiter Psychiater
- 1981: Mommie Dearest, Rolle: Master of Ceremonies
- 1986: The Supernaturals, Rolle: Captain (letzte Filmrolle)